# Новооріхівська сільська рада
Новооріхівська сільська рада — колишній орган місцевого самоврядування у Лубенському районі Полтавської області з центром у c. Новооріхівка.

## Населені пункти
Сільраді були підпорядковані населені пункти:
- c. Новооріхівка
- c. Величківка
- c. Ромодан

## Населення
Згідно з переписом УРСР 1989 року чисельність наявного населення сільської ради становила 2512 осіб, з яких 1168 чоловіків та 1344 жінки.
За переписом населення України 2001 року в сільській раді мешкали 2293 особи.

### Мова
Розподіл населення за рідною мовою за даними перепису 2001 року:
| Мова       | Відсоток |
| ---------- | -------- |
| українська | 96,86 %  |
| російська  | 1,98 %   |
| білоруська | 0,82 %   |
| молдовська | 0,13 %   |
| вірменська | 0,04 %   |